# Les Ennemis amoureux

Les Ennemis amoureux (Woman Hater) est un film britannique réalisé par Terence Young, sorti en 1948.

## Synopsis
Parce qu'elle trouve les hommes ennuyeux, Colette Marly, star du cinéma français en visite en Grande-Bretagne, déclare vouloir désormais vivre seule. Convaincu qu'elle ne cherche qu'à se faire de la publicité, lord Terence Datchett, aristocrate misogyne, décide de l'inviter dans sa vaste propriété campagnarde pour mettre son soudain besoin de solitude à l'épreuve...

## Fiche technique
- Réalisation : Terence Young, assisté de Michael Anderson
- Scénario : Robert Westerby et Nicholas Phillips d'après une histoire d'Alec Coppel
- Distribution : J. Arthur Rank, Two Cities Films, Eagle-Lion Films on Canada LTD
- Production : William Sistrom
- Photographie : André Thomas
- Montage : Vera Campbell
- Musique : Lambert Williamson, joué par The Royal Philharmonic Orchestra sous la direction de John Hollingsworth
- Direction musicale : Muir Mathieson
- Direction artistique : Carmen Dillon
- Genre : comédie
- Durée : 97 minutes
- Noir et blanc, 1.33
- Son mono
- Date de sortie :
  - Royaume-Uni : 1948

## Distribution
- Stewart Granger : Lord Terence Datchett
- Edwige Feuillère : Colette Marly
- Ronald Squire : Jameson
- Jeanne de Casalis : Claire
- David Hutcheson : Robert
- Mary Jerrold : Lady Datchett
- Miles Malleson : Vicar
- Michael Medwin : Harris
- W.A. Kelly : Patrick
- Valentine Dyall : Spencer
- Georgina Cookson : Julia
- Henry Edwards : Major
- Stewart Rome : Colonel Weston
- Irene Handl : Mrs. Fletcher
- Peter Bull : Mr. Fletcher
- Graham Maffait : Fat Boy